# Orestias minimus
Orestias minimus és una espècie de peix de la família dels ciprinodòntids i de l'ordre dels ciprinodontiformes.

## Morfologia
Els mascles poden assolir els 3,5 cm de longitud total.

## Distribució geogràfica
Es troba a Sud-amèrica: Perú.